# Konstandinos Spetsiotis
Konstandinos Spetsiotis (gr.: Κωνσταντίνος Σπετσιωτης, ur. 1883, zm. 5 marca 1966) – grecki lekkoatleta, chodziarz.
Podczas olimpiady letniej w 1906 zdobył brązowy medal w chodzie na 1500 metrów z czasem 7:22,0 (jako piąty przekroczył linię mety, ale pierwszych dwóch zawodników – Brytyjczyka Roberta Wilkinsona i Austriaka Eugena Spieglera zdyskwalifikowano za podbieganie), a w chodzie na 3000 metrów został zdyskwalifikowany.